# سولنچنویه (داغستان)
سولنچنویه (به لاتین: Solnechnoye) یک منطقهٔ مسکونی در روسیه است که در خاساویورت واقع شده‌است.